# Hypnum crista-castrensis
Hypnum crista-castrensis là một loài Rêu trong họ Hypnaceae. Loài này được Hedw. mô tả khoa học đầu tiên năm 1801.